# العلاقات الجزائرية الكونغوية
العلاقات الجزائرية الكونغولية هي العلاقات الثنائية التي تجمع بين الجزائر وجمهورية الكونغو.

## مقارنة بين البلدين
هذه مقارنة عامة ومرجعية للدولتين:
| وجه المقارنة                                              | الجزائر                      | [[تصنيف:صفحات تستخدم رمز علم غير موجود\|]] جمهورية الكونغو |
| --------------------------------------------------------- | ---------------------------- | ---------------------------------------------------------- |
| المساحة (كم2)                                             | 2.38 مليون                   | 342.00 ألف                                                 |
| عدد السكان (نسمة)                                         | 38.81 مليون                  | 5.26 مليون                                                 |
| الكثافة السكانية (ن./كم²)                                 | 16.31                        | 15.38                                                      |
| العاصمة                                                   | الجزائر                      | برازافيل                                                   |
| اللغة الرسمية                                             | اللغة العربية، لغات أمازيغية | لغة فرنسية                                                 |
| العملة                                                    | دينار جزائري                 | فرنك وسط أفريقي                                            |
| الناتج المحلي الإجمالي (بليون دولار)                      | 170.37 مليار                 | 8.72 مليار                                                 |
| الناتج المحلي الإجمالي (تعادل القوة الشرائية) بليون دولار | 582.63 مليار                 | 29.48 مليار                                                |
| الناتج المحلي الإجمالي الاسمي للفرد دولار أمريكي          | 4.21 ألف                     | 1.85 ألف                                                   |
| الناتج المحلي الإجمالي للفرد دولار أمريكي                 | 14.19 ألف                    |                                                            |
| مؤشر التنمية البشرية                                      | 0.745                        | 0.591                                                      |
| رمز المكالمات الدولي                                      | +213                         | +242                                                       |
| رمز الإنترنت                                              | .dz                          | .cg                                                        |
| المنطقة الزمنية                                           | ت ع م+01:00                  | ت ع م+01:00                                                |

## منظمات دولية مشتركة
يشترك البلدان في عضوية مجموعة من المنظمات الدولية، منها:
| علم المنظمة | اسم المنظمة                               | تاريخ انضمام الجزائر | تاريخ انضمام جمهورية الكونغو |
| ----------- | ----------------------------------------- | -------------------- | ---------------------------- |
|             | البنك الدولي للإنشاء والتعمير             | 26 سبتمبر 1963       | 10 يوليو 1963                |
|             | يونسكو                                    | 15 أكتوبر 1962       | 24 أكتوبر 1960               |
|             | منظمة التجارة العالمية                    | ?                    | ?                            |
|             | وكالة ضمان الاستثمار متعدد الأطراف        | 4 يونيو 1996         | 16 أكتوبر 1991               |
|             | البنك الإفريقي للتنمية                    | ?                    | ?                            |
|             | منظمة الشرطة الجنائية الدولية             | ?                    | ?                            |
|             | مؤسسة التمويل الدولية                     | 23 سبتمبر 1990       | 1 أكتوبر 1980                |
|             | الأمم المتحدة                             | 8 أكتوبر 1962        | 20 سبتمبر 1960               |
|             | الاتحاد الأفريقي                          | 25 مايو 1963         | ?                            |
|             | مؤسسة التنمية الدولية                     | 26 سبتمبر 1963       | 8 نوفمبر 1963                |
|             | الفريق المعني برصد الأرض                  | 2005                 | ?                            |
|             | منظمة حظر الأسلحة الكيميائية              | ?                    | ?                            |
|             | المركز الدولي لتسوية المنازعات الاستشارية | 22 مارس 1996         | 14 أكتوبر 1966               |

## وصلات خارجية
- موقع وزارة الخارجية الجزائرية